# Col de la Couillole
De Col de la Couillole is een 1678 meter hoge bergpas in de Franse Alpen. De pas ligt in de Alpes-Maritimes. Aan de D30 tussen Roubion en Beuil.
De Col de la Couillole werd tweemaal beklommen in de Ronde van Frankrijk, een passage in 1975 en een aankomst op de bergpas in 2024.
De oostelijke beklimming van de Col wordt met de fiets vaak gestart vanaf Saint-Sauveur-sur-Tinée. Dan betreft het een klim van 1168 hoogtemeters over een afstand van 16,02 km (7,3%). In het westen kan vertrokken worden in Beuil waar een afstand van 7,25 km wacht met een helling van 3,3%. Vanuit het zuiden kan vertrokken worden in Le Pont de Cians, de brug over de Cians in Rigaud, voor een klim van 29,4 km met een helling van 4,6%.

## Wielersport
De Col de la Couillole werd tweemaal beklommen in de Ronde van Frankrijk. Eerste op de top zijn:
- 1975: Lucien Van Impe
- 2024: Tadej Pogačar

De passage in 1975 vond plaats tijdens de 15e etappe, van Nice naar Pra-Loup, een dramatische etappe waar Eddy Merckx, die twee dagen eerder door een toeschouwer was aangevallen en geraakt, de gele trui moest laten aan ritwinnaar Bernard Thévenet. In 2024 was de Col de la Couillole aankomstplaats van de voorlaatste etappe en was Tadej Pogačar ritwinnaar.
Daarnaast was de Col de la Couillole twee keer aankomstplaats in Parijs-Nice. De ritwinnaars zijn:
- 2017: Richie Porte
- 2023: Tadej Pogačar

Ook was de Col de la Couillole aanwezig in de Mercan’Tour Classic Alpes-Maritimes edities van 2021 en 2023.